# Tillandsia yerba-santae
Tillandsia yerba-santae är en gräsväxtart som beskrevs av Renate Ehlers. Tillandsia yerba-santae ingår i släktet Tillandsia och familjen Bromeliaceae. Inga underarter finns listade i Catalogue of Life.